# دروسیلاسور
دروسیلاسور (نام علمی: Drusilasaura) نام یک سرده از زیرراسته سوسمارپاشکلان است.